# Glacera de Taconnaz
La glacera de Taconnaz (francès: Glacier de Taconnaz) és una glacera del massís del Mont Blanc, en el departament de l'Alta Savoia, a França. Neix en el cim del Dôme du Goûter a 4.304 m d'altitud, i baixa al llarg de més de 5 km fins al llogaret de Taconnaz situat a 1.500 m d'altitud, a la vall de Chamonix. Va en paral·lel a la glacera de Bossons.
La seva conca d'acumulació està delimitada pel Dôme du Goûter, l'Aiguille du Goûter (3.863 m) i els Grands Mulets. La glacera de Taconnaz té la particularitat que el desnivell a la zona de fractura que separa la seva conca d'acumulació (la part superior de la glacera on s'acumula el gel) de la seva zona d'ablació (la llengua de la glacera on perd gel) parteix transversalment la glacera fins a deixar al descobert el jaç rocós. La part superior de la glacera acaba abruptament en un penya-segat de gel de 70 a 100 m d'alt (l'espessor de la glacera en aquest punt), del que es desprenen enormes seracs que cauen sobre la part inferior de la glacera situada alguns metres més a baix.
La glacera de Taconnaz és coneguda per les potents allaus que es donen periòdicament, amenaçant els llogarets situats més a baix. Es van produir més de 70 al llarg del segle xx, cap amb víctimes mortals. Estudis científics demostren que dos terços d'aquestes allaus van ser provocades per despreniments de grans seracs a la zona de fractura de la glacera situada entre 2.900 i 3.400 m d'altitud. El 1990 es van construir dics i piràmides de formigó armat davant del front de la glacera a fi de frenar i dividir els devessalls de neu, però les últimes allaus de 1993 i 1999 van demostrar que resultaven insuficients. El 2010 s'hi van realitzar obres d'ampliació del sistema de protecció.